# Kepler-69b
Kepler-69b es el planeta más interior del sistema Kepler-69. Se trata de una Supertierra caliente o un Minineptuno. Es un planeta de composición rocosa situado a una distancia aproximada de 6 millones de kilómetros de su estrella (Kepler-69)

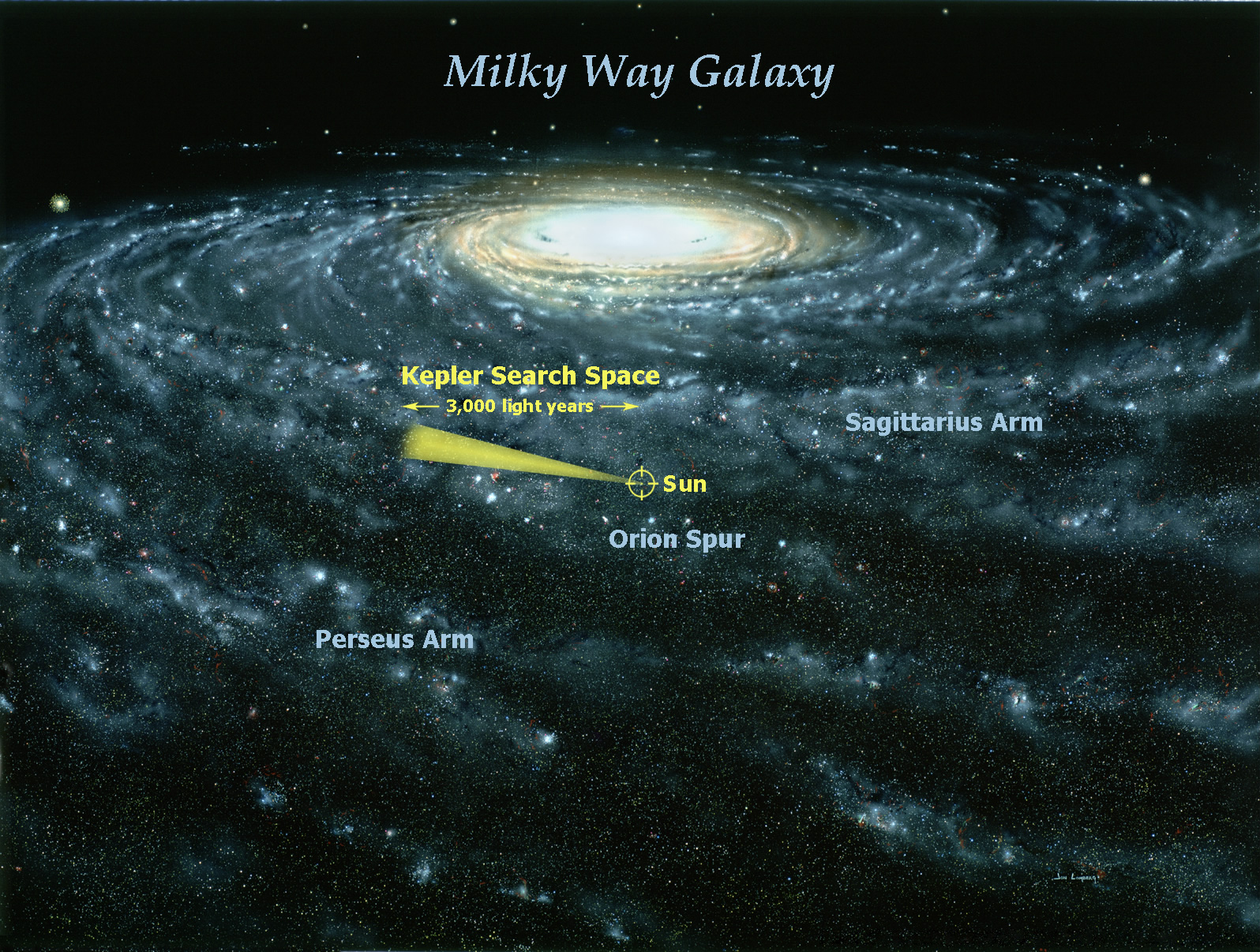
Volumen de búsqueda del Telescopio Espacial Kepler en el contexto de la Vía Láctea.